# Südtiroler Landesmuseen
Die Südtiroler Landesmuseen sind ein Zusammenschluss von elf seit 1976 entstandenen öffentlichen Museen in Südtirol. Die Körperschaft ist Teil der Südtiroler Landesverwaltung (Betrieb Landesmuseen) mit Sitz in Bozen.
Eine erste Körperschaft Südtiroler Landesmuseen wurde 2003 gegründet und ging 2010 im Betrieb Südtiroler Landesmuseen auf, die der Abteilung Museen der Landesverwaltung angegliedert ist. Zunächst kümmerte sich die Einrichtung um Koordination, Personal, Marketing, Öffentlichkeitsarbeit und Buchhaltung von acht der Museen. 2014 wurde auch das Südtiroler Landesmuseum für Kultur- und Landesgeschichte – aufgrund der Besonderheit seines Sitzes auf Schloss Tirol bis dahin eine eigenständige Körperschaft – in die zentrale Verwaltung eingefügt, 2017 folgte die Festung Franzensfeste, 2020 das Museum Eccel Kreuzer.
Zum Verbund gehören folgende Institutionen:
- das Südtiroler Landesmuseum für Kultur- und Landesgeschichte auf Schloss Tirol in Dorf Tirol bei Meran,
- das Südtiroler Archäologiemuseum in Bozen mit der Gletschermumie Ötzi,
- das Naturmuseum Südtirol in Bozen mit dem angeschlossenen Planetarium in Gummer,
- das Südtiroler Landesmuseum für Volkskunde in Dietenheim bei Bruneck mit seinem Freigelände,
- das Touriseum auf Schloss Trauttmansdorff in Meran,
- das Museum Ladin auf Schloss Thurn zur ladinischen Geschichte und Kultur in St. Martin in Thurn mit einem Außensitz in St. Kassian,
- das Südtiroler Weinmuseum in Kaltern,
- das Südtiroler Landesmuseum für Jagd und Fischerei auf Schloss Wolfsthurn in Ratschings,
- das Südtiroler Bergbaumuseum mit seinen vier Standorten in Ridnaun, Prettau, Steinhaus und Passeier,
- die Festung Franzensfeste und
- das Museum Eccel Kreuzer in Bozen.

Angelika Fleckinger steht dem Betrieb Landesmuseen, den sie seit 2018 geschäftsführend geleitet hat, seit 1. Mai 2022 als Direktorin vor. Seit 2024 ist der Betrieb auch Träger des Zentrums für Regionalgeschichte.